# JR貨物U16A形コンテナ
U16A形コンテナ（U16Aがたコンテナ）は、日本貨物鉄道（JR貨物）輸送用として籍を編入している、12 ft私有コンテナ（有蓋コンテナ）である。
形式の数字部位 「 18 」は、コンテナの容積を元に決定される。このコンテナ容積18 m3の算出は、厳密には端数四捨五入計算の為に、内容積17.5 m3 - 18.4 m3の間に属するコンテナが対象となる。また形式末尾のアルファベット一桁部位「A」は、コンテナの使用用途（主たる目的）が「普通品の輸送」を表す記号として付与されている。

## 番台毎の概要

### 0番台
1 - 4
メガスポーツ所有。総重量6.5t
広島の店舗に合わせ標準的な19D形コンテナの高さ2500mmよりも低い高さで製造された。

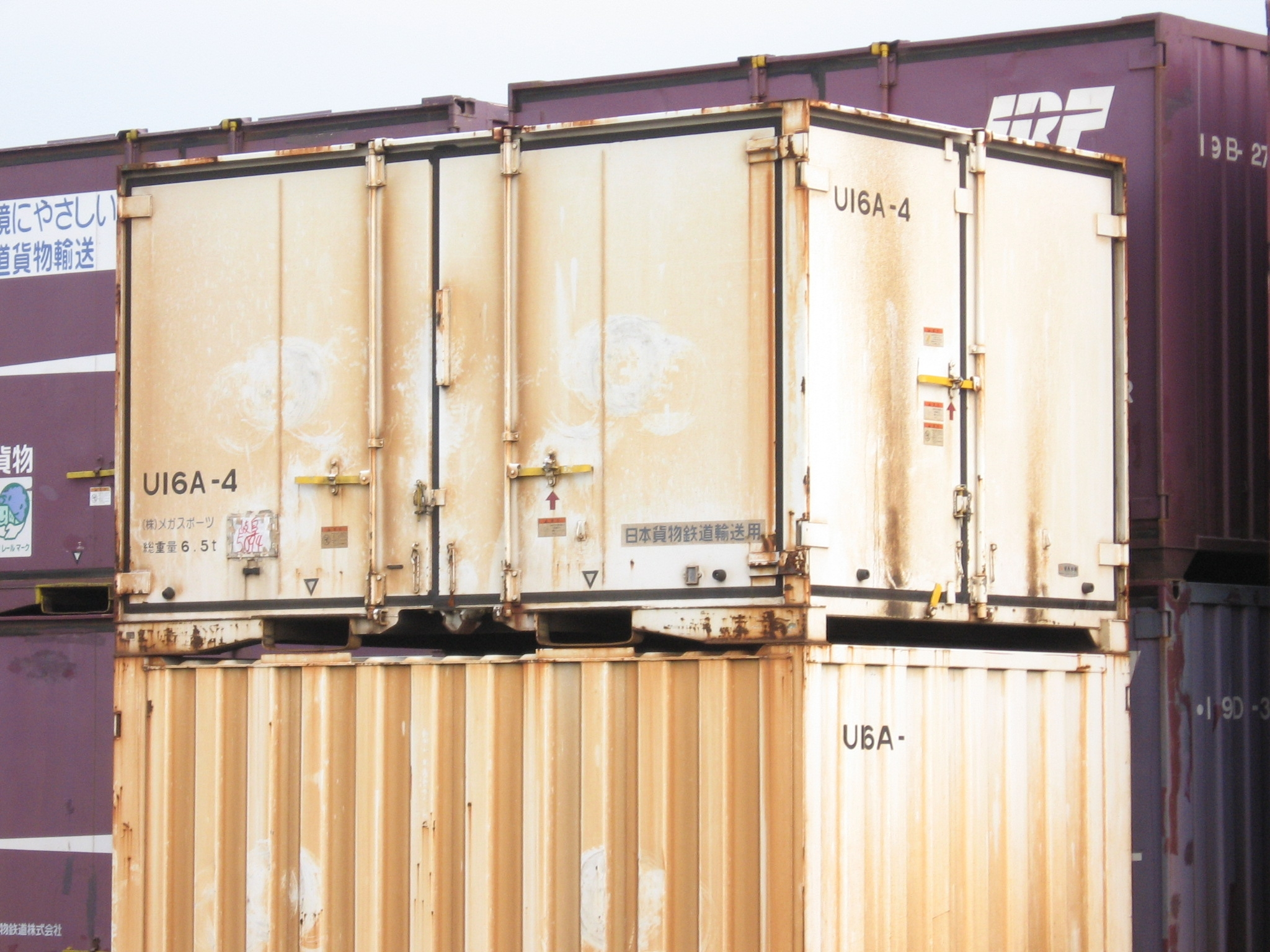
U16A-4 メガスポーツ所有。
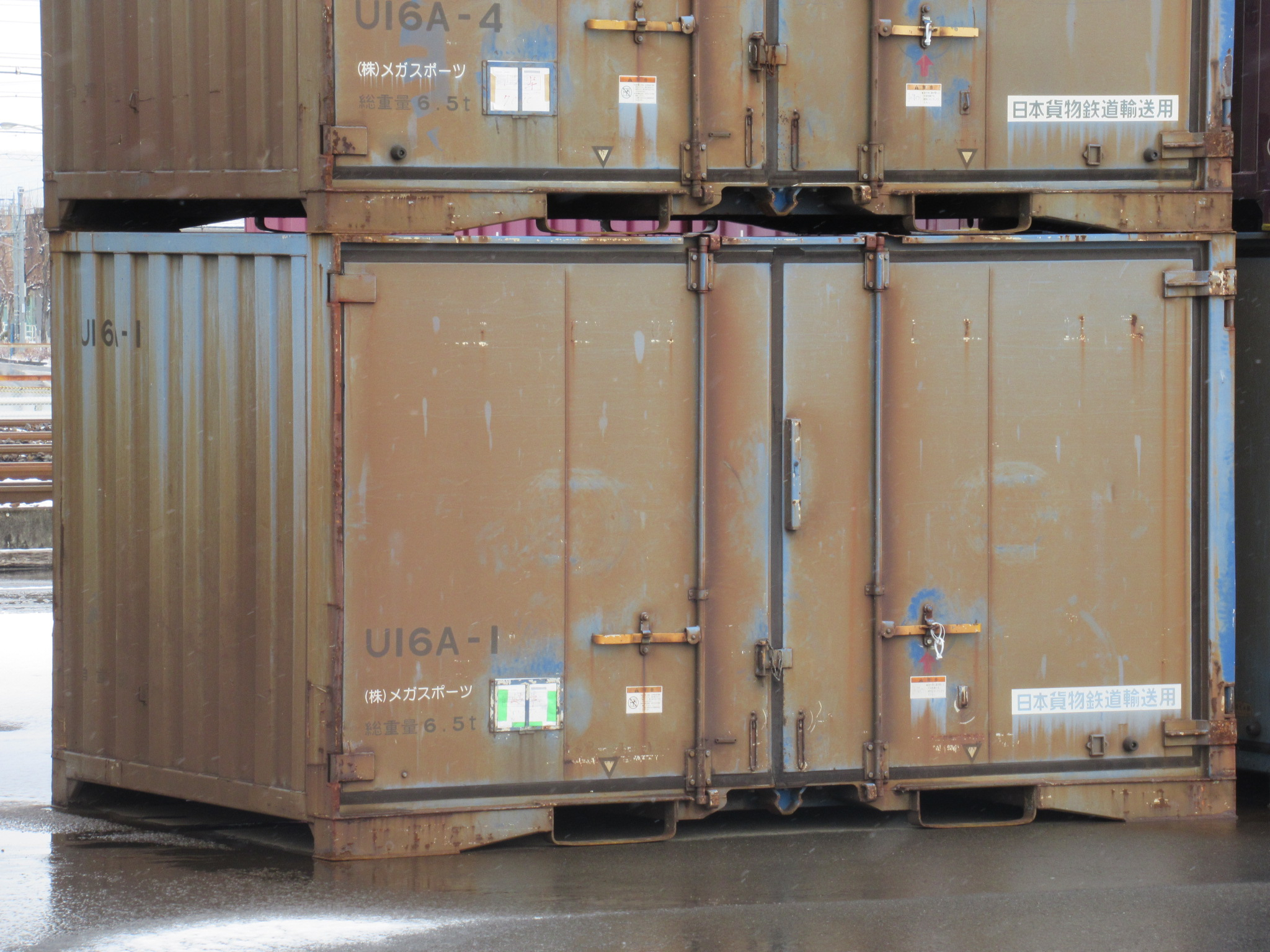
U16A-1 メガスポーツ所有。(塗装変更後)